# خوسيه أنطونيو كاست
خوسيه أنطونيو كاست هو سياسي ومحامي تشيلي ولد في 18 يناير 1966.